# Elizabeth Sport Club
L'Elizabeth Sport Club è una squadra di calcio statunitense, con sede a Elizabeth, New Jersey.

## Storia
La società fu fondata nel 1924 dalla locale comunità tedesco americana come polisportiva e, nello stesso anno aderì alla German-American Soccer League, divenuta in seguito Cosmopolitan Soccer League. Utilizzava come campo di gioco il Farcher’s Grove. La squadra si è aggiudicata sette edizioni del campionato della lega, due coppe di lega e due tornei indoor.
Periodo di massima gloria furono i primi anni 1970, in cui la squadra vinse due edizioni della National Challenge Cup, nel 1970, battendo i L.A. Croatia, e 1972, sconfiggendo i San Pedro Yugoslavs.
L'Elizabeth giocò nella CONCACAF Champions' Cup 1971, venendo eliminata con la sua squadra al primo turno dai messicani del Cruz Azul, perché dopo aver pareggiato all'andata 0-0 non si presentò all'incontro di ritorno per gli impegni lavorativi dei giocatori. I giocatori più rappresentativi di quel periodo furono Manfred Schellscheidt e Heinz Teska.
La squadra pur essendo ancora nella Cosmopolitan Soccer League è però inattiva a livello sportivo.

## Palmarès

### Competizioni nazionali
- National Challenge Cup: 2

1970, 1972

### Competizioni regionali
- German-American Soccer League: 7

1938, 1947, 1948, 1949, 1953, 1971, 1973
- League Cup Champions: 2

1982, 1983